# NGC 351

NGC 351

NGC 351 هي مجرة تتبع كوكبة قيطس. اكتشفها لويس سويفت في 10 نوفمبر 1885.

## روابط خارجية
- NGC 351 على موقع ويكي سكاي: DSS2, SDSS, GALEX, IRAS, Hydrogen α, X-Ray, Astrophoto, Sky Map, Articles and images